# Tagbu Nyasig
Tagbu Nyasig 579-619 (wylie : Stag-bu snya-gzigs, tibétain : སྟག་རི་གཉན་གཟིགས་།་དམུས་ལོང་དཀོན་པ་བཀྲ་གཤིས) fut le 31e roi du Tibet de la dynastie Yarlung.
Le Tibet serait né au château de Taktsé (wylie : Stag-rtse-rtse) à Chingwa (wylie : Phying-ba) dans le district de Chonggyä (wylie : ’Phyongs-rgyas) où, selon les Annales tibétaines, un groupe de conspirateurs convainc Tagbu Nyasig de se rebeller contre Gudri Zingpoje (Dgu-gri Zing-po-rje), vassal de Zhangzhung alors sous le règne de la dynastie Lig myi. Gudri Zingpoje meurt prématurément et son fils, Namri Songtsen, convainc les conspirateurs de s’allier à lui.